# Ida Kavafian
Ida Kavafian (armenisch Իդա Քավաֆյան; * 29. Oktober 1952 in Istanbul) ist eine US-amerikanische Geigerin, Bratschistin und Musikpädagogin türkisch-armenischer Herkunft.

## Leben und Wirken
Kavafian wurde 1952 in Istanbul als Tochter armenischer Eltern geboren. Sie kam mit ihrer Familie 1956 in die Vereinigten Staaten von Amerika und begann sechsjährig in Detroit eine Violinausbildung bei Ara Zerounian, die sie bei Mischa Mischakoff fortsetzte. Von 1969 bis 1975 studierte sie an der Juilliard School bei Oscar Shumsky und Ivan Galamian, und 1973 gewann sie die Vianna da Motta International Violin Competition in Lissabon. Als Preisträgerin der Young Concert Artists International Auditions debütierte sie 1978 mit einem Recital in der Carnegie Hall. Im gleichen Jahr wurde sie Mitglied im Tashi Ensemble des Pianisten Peter Serkin (mit Richard Stoltzman und Fred Sherry), mit dem sie bei den Young Concert Artists als Solistin debütierte.
Mit einem Auftritt in der Carnegie Hall begann 1983 ihre Zusammenarbeit mit ihrer Schwester Ani Kavafian. In den Jahren 1983–84 tourte sie mit Chick Corea (Septet). Von 1989 bis 1993 und von 1996 bis 2002 war sie Mitglied der Chamber Music Society, von 1992 bis 1998 des Beaux Arts Trio. Weitere musikalische Partner waren das Guarneri, das Orion, das Shanghai und das American String Quartet, Chick Corea (Children’s Songs), Wynton Marsalis, Mark O’Connor, Marty Krystall und andere.
1998 gründete sie mit Anne-Marie McDermott, ihrem Ehemann Steven Tenenbom und Peter Wiley ihr eigenes Streichquartett Opus One. Ihr Repertoire umfasst Werke von Mozart, Beethoven und Mendelssohn ebenso wie Kompositionen zeitgenössischer Komponisten wie Ruth Crawford Seeger, Charles Wuorinen und Toru Takemitsu, der ein Violinkonzert für sie schrieb.
Seit 1998 unterrichtet Kavafian am Curtis Institute of Music, wo sie 2013 den Lindback Foundation Award for Distinguished Teaching erhielt. Eine ihrer Schülerinnen ist seit 2022 Himari. Außerdem übernahm sie Lehrtätigkeiten an der Juilliard School und am Bard College Conservatory of Music. Mehr als 30 Jahre leitete sie das Festival Music from Angel Fire, an dessen Programm für junge Künstler mehr als 200 Studenten des Curtis Institute teilnahmen. Zehn Jahre war sie künstlerische Leiterin des von ihr gegründeten Bravo! Vail Valley Music Festival.